# Rimorchi ATM serie 1300
I rimorchi tranviari serie 1300 dell'ATM di Milano erano una serie di rimorchi a due assi costruiti in origine per l'esercizio tranviario urbano e successivamente utilizzati anche in ambito extraurbano su alcune linee afferenti il capoluogo.

## Storia
I rimorchi tranviari serie 1300 furono costruiti in 200 esemplari, numerati 1300-1500, nei primi anni del Novecento, per essere accoppiati di norma alle motrici tipo Edison e alle vetture serie 600, serie 700, così da aumentare la capacità di persone trasportate per singolo convoglio. 
Avevano 23 posti a sedere, per una capienza complessiva di 80 passeggeri, disposti sia sulle piattaforme che all'interno del mezzo. 
Nel corso della loro carriera diverse unità vennero rinumerate con l'aggiunta di uno "0" iniziale apposto davanti al numero di matricola, al fine di sottolineare la modifica degli impianti di frenatura in automatico e moderabile. 
Ritirati dal servizio entro il 31 dicembre 1963 (data oltre la quale il Ministero dei Trasporti decretò il divieto di utilizzo di queste composizioni in contesti urbani su percorsi promiscui con il traffico automobilistico) furono tutti demoliti ad eccezione dell'esemplare 01496 (in origine 1496), acquistato dal proprietario di un ristorante di Sarnico (BG) per poi essere donato nel 2017 all'Associazione ATTS di Torino in attesa di restauro.
Tra il 1932 e il 1934 48 unità servirono a allestire le casse di estremità dei primi tram articolati milanesi, le vetture serie 3000.